# Parti impérial allemand
 (juin 2024).
Si vous disposez d'ouvrages ou d'articles de référence ou si vous connaissez des sites web de qualité traitant du thème abordé ici, merci de compléter l'article en donnant les références utiles à sa vérifiabilité et en les liant à la section « Notes et références ».
Le Parti impérial allemand (en allemand : Deutsche Reichspartei, DRP) était un parti politique nationaliste d'Allemagne de l'Ouest. 

## Historique
Le DRP a été fondé en 1950 par des membres du Parti de droite allemand (Deutsche Rechtspartei (en)), mouvement fondé en Basse-Saxe en 1946. Il prend part à l'élection du premier Bundestag, la Chambre basse du Parlement allemand, en 1949. Il rassemble alors 391 127 voix, soit 1,8 % des suffrages exprimés, et obtient cinq élus.
Parmi les fondateurs du Parti impérial, on retrouve Alexander Andrae (de), Oskar Lutz, Hans Bernd von Grünberg, Meinberg Wilhelm, Otto Hess, Hans Schikora, Heinrich Kunstmann ou encore Adolf von Thadden.
En 1949, plusieurs de ses militants se réclamant du nazisme quittent le parti et fondent le Parti impérial socialiste (SRP), le DRP préférant prendre ses distances vis-à-vis de l'idéologie d'Adolf Hitler. Il lui préfère l'Allemagne impériale (1870-1919), qu'il exalte dans son programme. Il converge cependant plus ou moins vers une nouvelle forme de national-socialisme en 1952, lorsque plusieurs militants du SRP, dissous après avoir été déclaré anti-constitutionnel par le Tribunal constitutionnel fédéral, le ré-intègrent. L'adhésion en 1953 de Hans-Ulrich Rudel fait finalement passer ce parti pour la nouvelle force du néonazisme.
Malgré cette augmentation d'effectifs militants, le parti accumule les échecs électoraux dans les années 1950, jusqu'à un rétablissement en 1959 dans le cadre d'élections régionales. Le Parti impérial allemand vivait alors ses dernières années, son président, Adolf von Thadden, voulant le dissoudre dans une nouvelle force politique plus large rassemblant nationalistes, socialistes et la frange non-religieuse et non-réactionnaire du conservatisme allemand. Le parti a tenu sa dernière conférence en 1964, au cours de laquelle il a été dissous symboliquement. Il sera rapidement remplacé par le Parti national-démocrate d'Allemagne (NPD), encore actif aujourd'hui.

Les signataires de la conférence de Venise le 4 mars 1962 sont de gauche à droite : Jean Thiriart de Jeune Europe, Adolf von Thadden du Parti impérial allemand, Oswald Mosley de l’Union Movement, un inconnu, Giovanni Lanfre du Mouvement social italien.

## Résultats électoraux
- Élections fédérales

1949 : 391 127 voix, 1,8 % et 5 élus.
1953 : 295 739 voix, 1,1 % (-0,7) et aucun élu (-5).
1957 : 308 564 voix, 1,0 %.
1961 : 262 977 voix, 0,8 % (-0,2).
- Élections régionales

Bavière
1958 : 56 864 voix, 0,6 %
Brème
1959 : 14 689 voix, 3,8 %
1963 : Liste commune avec le Parti allemand (DP), 5,1 % et 4 élus.
Hambourg
1953 : 7 466 voix, 0,7 %
1957 : 4 109 voix, 0,4 % (-0,3)
1961 : 9 045 voix, 0,9 % (+0,5)
Hesse
1958 : 16 178 voix, 0,6 %
Basse-Saxe
1951 : 74 017 voix, 2,2 %
1955 : 126 692 voix, 2,8 % (+0,6)
1959 : 122 062 voix, 3,6 % (+0,8)
1963 : 52 785 voix, 1,5 % (-2,1)
Rhénanie-du-Nord-Westphalie
1950 : 107 104 voix, 1,7 %
1958 : 43 299 voix, 0,5 %
Rhénanie-Palatinat
1951 : 7 185 voix, 0,5 %
1959 : 87 349 voix, 5,1 % (1 élu)
1963 : 56 155 voix, 3,2 % (-1,9)
Sarre
1960 : 3 325 voix, 0,6 %
Schleswig-Holstein
1950 : 37 115 voix, 2,8 %
1954 : 17 318 voix, 1,5 % (-1,3)
1958 : 12 950 voix, 1,1 % (-0,4)